# 私の救世主さま
『私の救世主さま』（わたしのメシアさま）は、水無月すうによる日本の漫画作品。『月刊Gファンタジー』（スクウェア・エニックス）連載した漫画作品。全13巻。

## 概要
『月刊少年ガンガン』で連載が開始された。後に『月刊Gファンタジー』に移籍し、タイトルも『私の救世主さま 〜lacrima〜』と改題された。戦闘・ラブコメ漫画。表紙のイメージとは裏腹に、残酷さと悲壮さの中にある「救い」を売りにしている漫画だが、シリアスな戦闘中にいきなりコメディタッチな雰囲気に話が飛ぶことがある。カバー下では本編のパロディ作「俺の救世主さま」が展開されている。

## 登場人物

### 救世主（メシア）と輝ける四法聖
弓樹 真弥（ゆみき しんや）
物語の主人公。内気で気弱な少年。勉強も運動もできるわけではなく学校ではあまり目立たない生徒で、ファンタジー好きの読書家。学校で人気者の榊山涼平とは親友である。幼い頃に両親と妹を飛行機事故で亡くしており、そのことが彼の心に大きな傷を残している。ある日、突然現れた少女・春儚に「救世主（メシア）」と呼ばれ、「救世ノススメ」を手渡される。「ファンタジーの主人公のようだ」と喜んでセレスティアへ行ってみたものの、セレスティアの凄惨な現状を目の当たりにし、自身の無力さを痛感。セレスティアの魔物に殺されかけた無念から、一度はセレスティアから逃げ出すが、「春儚を守りたい」一心で戦いの場へと戻ってゆく。数々の過酷な「運命」に直面するも、そのたび一人の人間として成長し、持ち前の優しさで多くの人々を救っていく。「13騎士の力を借りながら、13騎士の力を遥かに上回る」ほどの力を有し、戦いでは主に13騎士の一人「雷帝イシュテルテ」の力を借りて姿を変え、長剣を振るって雷を操る。
無印から「lacrima」までの空白期間内で、氷刃が驚くほど身長を伸ばした。
春儚を誰よりも大切に思っており、「彼女がいない世界なんか意味がない」とすら思う程の愛情を抱いている。
力量が拮抗するはずの救世主と支配者だが、不自然なほど圧倒的な力の差がある。実際に万全ではなかったり手を抜いている時以外の、真弥が本気で戦った戦闘では必ずその相手に圧勝している。
涼平という隠れ蓑を捨て、真の支配者として姿を現したサリエルに殺される。そしてその後、璃瑠の「聖母」によって蘇ってサリエルとの最終決戦に挑むが、実は、この瞬間まで「真の」どころか通常の救世主としてすら覚醒しておらず、ここまでの彼は、名無や祇園寺と同じような、「13騎士の力が使える普通の人間」だったということになる。
サリエルに勝利し、真の救世主として目覚めるが、真の救世主の力で消せる因果はひとつと知り、春儚とセレスティアを天秤にかけられるが、春儚自身の懇願によって文字通り「救世主」としての力を振るう。その後学校の屋上で春儚と再会する。
最終的に手に入れた13騎士は、雷帝、水神、地鬼、剣聖の4人。
新装版掲載の後日談では、春儚に誓った夢を叶え、榊山総合病院に外科医として勤務している。春儚とは無事に結ばれ、子どもを授かり一児の父となる。
春儚（はるな）
メシアの「盾」であり、救世の巫女。心優しい少女で、自らの犠牲を厭わない。異世界「セレスティア」から、真弥を救世主として呼ぶために真弥の世界へとやってきた。元素を用いた強力な魔法で戦い、真弥を守り通す。また、人の怪我を癒す能力を持つ。しかし魔法もその能力も共に春儚自身に多大な負荷を与え、特に治癒能力に至っては代償として自らの命を削ってしまうほどの負担がある。物心ついたときからバウルの神殿の牢に閉じ込められており、10歳になって璃瑠に助け出されるまで外の世界を知らなかった。そこで見ていた真弥の夢で言葉などを覚える。会ったこともない「死天使」サリエルに恐怖を抱く。
実は、本来は救世ノ巫女ではなく、支配ノ巫女。2人の巫女として神殿から旅立つ13歳の誕生日の直前、偶然以前の自分のように神殿に囚われていた男（サリエル）を救い出し、「何でも願いを叶える」と言ったそのサリエルに「救世ノ巫女になりたい」と願った結果、春儚が救世ノ巫女に、璃瑠が支配ノ巫女に入れ替わった。
地球とセレスティアを繋ぐ時穴を開け、その代償としてありえない速さで細胞が老朽化していく＝寿命が短くなる体になってしまう。そのことは真弥を始めとする救世主一行の大きな不安要素として苛み続ける。
世界よりも自分を選んでしまう真弥の心を理解しており、自身も真弥と共に生きることを望んでいるが、結局救世主として目覚めた真弥に自分よりセレスティアを選ばせてしまう。その後サリエルの真の支配者の力で死の運命を断ち切ったことにより地球に残り学校の屋上で真弥と再会する。
「俺の救世主さま」ではキャラが全く変わっており、暴君のような振る舞いをし、いつも必ず話の中心に位置している。
新装版掲載の後日談では、真弥と結婚し、一児を出産。病院勤務の真弥を我が子と共に毎朝見送っている。
夢衣（むい）
メシアの「翼」。天然ボケな少女で、いつも変なものを発明している。また、大概の発明品には自爆スイッチがついている。料理が下手。セレスティアの住人でありながら魔力を持たないため、自身の発明品を駆使して闘う。その発明品の数々は驚嘆に値するものであり、真弥達の世界の現代科学でも不可能なことをあっさりとやってのける。真弥達の世界に来て様々な技術を目にしたことで、それを自らの発明に取り入れ、腕に一層磨きをかけている。真弥に恋情を抱いているが、真弥には春儚こそふさわしいと考えており、自分を含め、2人がそれ以外の人間と結ばれることを認めない。
新装版掲載の後日談では御代神と結婚し、春儚と同じように子供を産んでいる。真弥を慕うところは8年前と変わらない。
氷刃（ひめ）
メシアの「剣」。冷静沈着な女性。愛剣「飛天凰舞」を操り、その腕前はなかなかのもの。剣士であるが、飛天凰舞が真の力を解放するためには元素が必要であるため、元素のない空間では戦闘能力が激減する。しかし、剣自体の切れ味が無くなる訳ではない。春儚を溺愛しているためか、真弥に異様な敵対心を持ち、夢衣には「お父さん」呼ばわりされることも度々ある。ただ、最近では真弥のことを「我らの王」と呼んだり、自分の命を代償に真弥を助けようとした春儚を叩いたりと、真弥を認め、思い遣るようになっている。冷たい外見とは裏腹に、甘いものが好きで暑いのが苦手。過去のある経験より、真弥に対し甘さを捨てるように厳しく迫るが、それは未熟な真弥を思ってのことであり、愛情の裏返しでもある。
飛天凰舞の解放の言葉は「目覚めろ、飛天凰舞!そして、歓喜せよ!!」。
本来の名は「悲姫」。4年前に女王の復活で滅びた「死都麗古」の姫君であり、旧セラキエル派の王子の婚約相手でもあった。自分の付きの者であり想い人でもあった楊慈を自分の甘さで失い、彼の剣「飛天凰舞」を持って一人生き延びる。その後、何度も首を切って自殺を図るが、首を切る度に出会った春儚に治されていた。
「俺の救世主さま」では、真弥と結ばれて逃避行したり、結局春儚に捕まってボコボコにされるなど本編とキャラ・設定ともに全く違うという混乱ぶりを見せる。
新装版掲載の後日談では、ニートになっている。一応本人は気にしている模様。同じくニート化したゼオンの言から察するに、平和になったセレスティアに順応できず、失業してそれっきり職に就けないものと思われる。
タルタル
メシアの「雷」。頭が良い幼女。薬品の調合を得意としている。いつも薬ができるとすぐ周囲の人を実験台として使ってしまい、真弥達のクラスが「死屍累々」になったこともある。しかし、普通の薬を作ることもでき、涼平の父に絶賛されたこともある。話すときは基本的に一言。直接何かの力を使って戦闘に参加したことはないが、バウルの神殿の地下における描写より、かなりの力を持つと推測できる。またアギト戦で真弥や逄儚を一度逃がしたりなど、戦闘で重要な活躍をしたりもする。真弥達の知らないいくつかの真実を知っており、他の四法聖とは何か一線を画す印象を受ける。
新装版掲載の後日談では中学に通っており、内部の人たちを自作の薬で全滅させるなど相変わらず大暴れしている。
逄儚（あいな）
記憶を失った真弥の前に現れた、自らを「新しい救世の巫女」だと語る少女。彼女との出会いが真弥が記憶を取り戻し、再び戦いへと戻ってゆくきっかけとなる。睡眠を取ることを知らず、限界を超え突然倒れたりするなど、常人とはかなりずれたところがある。本来の救世主の巫女である春儚が戻った後、自分の存在価値に悩む。13騎士を解放するという他の誰もが使えないはずの魔法を使うなど、謎の多い人物。
実は燃やされた「救世のススメ」だと明らかになるのは狂神アギトとの戦いのときであった。
短い期間での登場だったが、回想に現れたり、「救世ノススメ」として語りかけ、力を貸すなど、真弥たちに影響力を与え続けた。
「俺の救世主さま」では、本編ではもう登場しないことをいいことに魔法少女に変身して見せるという暴挙に出るが、すぐに春儚に倒される。

### 支配者（エンピール）と絶対なる四覇聖（エンピール＝フォース）
榊山 涼平（さかきやま りょうへい）
真弥の幼馴染で親友。学校では真弥と違って人気者である。クセの多いクラスメート（及び先生）の中では友人の秋枝・まほかと並んで常識人。秋枝の姉・夏枝のことが好きだが、告白はできていない。幼少時におけるある出来事により真弥に絶対的な信頼をよせ、真弥を命をかけてでも守ろうと決意している。
そういった背景より当初は真弥の良き理解者であり心強い仲間であったのだが、物語中盤に「支配ノススメ」に選ばれし支配者（エンピール）であることが判明する。
支配者の持つ「支配の力」は救世主の持つ「救いの力」と相反する力であるため、救世主と支配者は世界を懸け戦う運命にあるが、しかし支配者として選ばれたのちも、救世主である真弥と争う事は考えておらず、むしろ支配者の力、また手に入れた13騎士の力を用いて真弥の敵を排除していた。だが、夏枝がアメリカ兵に撃たれてしまった際、春儚の治癒の力に縋るも、春儚の命を心配する真弥と衝突する。結果的に夏枝を救えなかったことにより2人の絆は断絶。運命の定める通り親友同士で殺しあうこととなる。
真弥の持つ「雷帝イシュテルテ」と対をなす13騎士「炎帝カーラー」など、複数の13騎士の力を操る。
最終的に所持した13騎士は炎帝･風神･槍王･氷鬼･白師･黒師の6人。
「俺の救世主さま」では真弥をめぐって春儚と対決する場面も。そちらでは3巻以来登場していなかったが、12巻で再登場する。
新装版掲載の後日談では、榊山総合病院の内科医をしている。真弥曰く「よく涼平の成績で医者になれたよね」。
璃瑠（りる）
絶対なる四覇聖の一角、支配の巫女。通称「葬姫(そうひめ)」。支配者（エンピール）を探すためにセレスティアから真弥の世界へ来たところ、偶然にも真弥と遭遇する。春儚の最初の友人で、13歳まで一緒に預言者バウルの神殿で育てられていたが、春儚がある「裏切り」をしたことで追放される破目に遭い、春儚を酷く憎むようになる。人では制御不能といわれた「四黒元素方陣」を操る。真弥に激しい好意を抱くが、支配側の自分と救世主である真弥が結ばれることはありえないことに苦しんでいる。
実は本来の救世ノ巫女、真弥のパートナーである。春儚が自分と入れ替わるという「裏切り」をしたために支配ノ巫女となり、人々から憎まれる生活を送るようになったことで彼女を憎んでいた。その件はもう許しているようで和解もしているが、未だに自分が守るはずだった真弥を奪われたことに関しては割り切れないようである。
サリエルが真弥を殺して支配者としての本性を現し、春儚と自分に施した運命操作を解いたことで救世ノ巫女に戻る。その後、救世ノススメを拾ってサリエルを追い、奪われた「聖母」を再び取り戻して絶命した真弥を蘇生する。致命傷を負い、ボロボロになりながらも聖母の力を真弥に施す彼女は、「これからはずっとシンヤといっしょにいられる」と安らかな表情を浮かべて眠りについた。
アギト
絶対なる四覇聖の一人。通称「狂神（くるいがみ）」。平気で人を殺し、物を壊して罪を感じることを喜びとする狂人。周囲の元素を集め体内に吸収、また体に纏うことで身体能力を強化し、それによる肉弾戦を得意とする。さらに、自らの片目を代償として潰すことで周囲の「死」を力の源とし巨大な「狂神」と化す。元素を必要としない力であるうえ、発動する際に集めた「死」が大きければ大きいほど「狂神」の力も強大なものとなる。また「狂神」には魔物を引き寄せ、操る力もある。
幼少期、生まれ持った「狂神」の力を恐れる村人より迫害を受け、その際両親は死亡。アギトは呼び寄せた魔物達により保護される。この時より、彼にとって「人間」とは倒すべき「敵」となる。
ゼオン
長刀「金剛夜叉」を操るセレスティア最強と謳われる剣士。通称「獅子帝」。極度のヘビースモーカーであり、常にタバコを口にしている。氷刃の師であり想い人でもある陽慈は親友でライバル、彼自身もまた氷刃に好意を持っている様子。
セレスティア最強の呼び声は伊達ではなく、旧セラキエル派の軍勢に攻撃を仕掛ける際にもまともに構えることすらなく、金剛夜叉より放つ衝撃波にて兵士たちを薙ぎ払い、悠然と歩を進める。13騎士の一人、剣聖アルデヒャルトが言うには「大天使の力を受け継いだ1000年前の自分を遥かに上回るほど強い」らしい。
貧富の差が広がり、罪のない子供達が飢餓で死んでゆく旧セラキエル派の支配する世界に絶望し、涼平を王に据えた新しい世界の構築を目指し剣を振るう。だが、そのために一度血によって世界を洗うべきという冷徹な思想を持つため、それを良しとしない氷刀と聖都バンダルゲルハイムにて激突する。
新装版掲載の後日談では、氷刃と同じくニートになっており、その理由を「戦争がなくなり、剣を生業にする俺達がもう剣をふるわなくていい」と言っている。
サリエル
絶対なる四覇聖の長、支配者の「雷」。通称「死天使」。未来を見る「ノルニルの旋律」を持つ。戦闘時には背後に黒い13騎士が現れる。未来を見る能力により相手の行動が読めるが、真弥との戦闘で初めて傷を付けられる。それ以来、真弥には興味を持っている。バウルの神殿の碑文にあった「死天使」という文字や、春儚との因縁、バウルを殺したと思しき描写やそのバウルの「お前を救ってやれない」という発言、記憶の喪失など、謎が非常に多い。
「支配ノススメ」に選ばれし真の支配者。元々持っている能力が未来視の「ノルニルの旋律」ではなく運命操作の「ラケシスの天秤」であり、この力で涼平を仮の支配者に仕立て上げたり、春儚と璃瑠の立場を入れ替えたりした。前もって操作した運命を「予言」することで自分の力を未来視と周囲に誤認させていた。
そして、13番目の13騎士「死天使」でもある。大天使の力の化身である他の13騎士とは違い、禁忌の術を用い造られた大天使以上の力を持つ存在である。本来セレスティアの人間は支配者や救世主にはなれないが、「大天使の被造物ではない」ので支配者になれる。13騎士が同じ13騎士を目覚めさせることはできなかったので、涼平に支配者の力を委譲し利用した。
真弥を殺し、真の支配者として目覚め、セレスティアの崩壊を放置し、春儚を連れ去って「人間のいない新しい世界」を創造しようとするが、「聖母」の力で蘇生した真弥に倒される。その後、ワザと真弥のトドメの攻撃を誘って死亡する。
一度真弥を殺して手に入れた「因果消滅」の力を使用し春儚の死の運命を変える。

### その他の登場人物
名無 鉄之介（ななし てつのすけ）
真弥のクラスメートで、色好三バカのリーダー。エロのためなら命すら投げ出す勢いを持つ。ネタキャラ（脇役以下のストーリーに絡まないお笑い要員）だったが、13騎士の一人・槍王イルバーンを真弥らから掠め取る。ただし、槍王を手に入れて早速女性陣にセクハラ攻撃を仕掛けたり、アギトとの戦いの最中で春儚たちを魔物の触手で拘束する彼を応援したりと、ネタキャラを辞める気配は一切ない。盗みの技術に精通しているらしく、支配者の城に涼平に会いに行くついでに大量の下着を盗んでいた。真弥たちの良き理解者ではあるが、13騎士の力を持つ一人として救世主に協力するようになった今でも真弥や涼平に嫉妬の炎を燃やしている。
新装版掲載の後日談では、不景気によりリストラに遭う。
猫目 しん太（ねこめ しんた）
色好三バカの一員。イルバーン争奪時、追ってくる氷刃の胸を逆に揉んでやるという荒技を見せ付けた。アギト戦に協力する見返りには夢衣のスカートを捲りたがっていた。
新装版掲載の後日談では同じく不景気によりリストラに遭う。
岩国 誠治（いわくに せいじ）
色好三バカの一員。イルバーン争奪の時には夢衣に爆撃された。マゾヒストらしく、アギト戦の時にはタルタルに協力する見返りとして「氷刃ちゃんに踏まれたい。強く!ハードに!!」と熱く語っていた。
新装版掲載の後日談では、同じく不景気によりリストラに遭う。
厳上 秋枝（げんじょう あきえ）
夏枝の妹で、真弥と涼平の同級生でまほかの友達。真弥、涼平共通の幼馴染でもある。姉の力で生まれたハイテンションの中でも常に冷静な人物で、ツッコミ役。幼少時、母親を失って荒れていた涼平の暴行を受けかけ、そこを真弥に助けられた過去を持つ（3人の関係が生まれた瞬間でもある）。それ以来真弥を想っており、誰よりも自分にとっての「救世主」である真弥の力に信頼を寄せている。行き詰る救世主一同をよく後押ししたり、助言をしている。支配者への道を歩み始めた涼平ではなく、想い破れても真弥についていくことを決意する。
新装版掲載の後日談では、売れっ子弁護士になっている。相変わらず真弥を思い続けているのか、独身である。
厳上 夏枝（げんじょう なつえ）
秋枝の姉で、酒好きで、涼平が想いを寄せる人でもある。ノリが良く、花見で男性陣がいなくなった隙に「切ないハートにウェッティ!第○回好きな人告白大会」を開催したり、真弥と春儚が一線を越えるように誘導したりもしていた。涼平の良き理解者で、2人きりで相談していることも多かったようだ。榊山総合病院の看護婦でもある。しかし、政府による救世主と関係者の殲滅作戦にてアメリカ兵に撃たれて死亡。遺体は涼平のところにある。図らずも救世主と支配者の対立を決定的にした女性でもあった。
惣 まほか（そう まほか）
秋枝の友人。秋枝の家に来て料理することもある。涼平に好意を抱いている。
新装版掲載の後日談では、少女時代の想いを叶え、涼平と結婚している。
御代 神（みしろ じん）
真弥の学校にいる不良グループのリーダー。涼平とは相当仲が悪い。ケンカでは、本気になると連続の蹴り技で相手を圧倒する。真弥をいじめの対象として見下していたが、真弥の度胸を見て多少認めるようになった。今では本気で真弥と涼平の行く末を案じており、学校崩落時に真弥を守ったあと、涼平と決着をつけて彼を連れ戻すよう叱咤している。
新装版掲載の後日談では、酒屋になっている。夢衣と結ばれ一児を儲けている。
祇園寺 和臣（ぎおんじ かずおみ）
御代の不良仲間。弱い者イジメが好きで、自分が見下されることが絶対に許せない。そのため、今まで見下していた真弥にクズ呼ばわりされたことは彼の怒りを頂点にした。13騎士の一人「風神」を手に入れた後、真弥の「雷帝」を封じて勝利するが、割って入った涼平に殺され、「風神」も奪われた。
須藤 礫（すどう れき）
御代の不良仲間。和臣が行き過ぎたことを止めようとしたりすることもあり常識があるように見える。
神をとても信頼している様子。
新装版掲載の後日談では、花屋になっている。
スーリ
セレスティアに住む幼い子供。イブル=カトラに両親を目の前で喰われ、心を失くしていた。しかし、真弥達の活躍により心を取り戻す。後に幻柳によって仮死状態となるが、真弥が無意識に彼女の肉体と魂を結ぶ糸を構成したことによって回復する（このことは春儚でも不可能なことであり、氷刃も驚嘆した）。
レム
セレスティアの町、リーゼンベルンに住む少女。「槍王の守人」で、そこに封じられていた13騎士「槍王イルバーン」を守る家系の出身者。
絲繰りの幻柳（いとくりのげんや）
絶対なる四覇聖であるサリエルの部下。糸を使った技と魔物の召喚魔法を用いる。真弥と春儚に襲い掛かってくるが、真弥の救世主としての覚醒を促し、「雷帝」を初めて使わせ返り討ちに遭う。これを契機に、真弥に強い憎しみを抱くようになる。しかし、後に真弥に春儚の病を治す方法やリーゼンベルンが魔物に襲われる理由を教えたりと協力的な行動をするようにもなっており、憎悪と言うよりもライバル的な感情を真弥に抱いているようだ。
新装版掲載の後日談ではお笑い芸人になっている。
先生
真弥たちのクラスの担任の先生。長身に眼鏡をかけた理知的な風貌だが、実際は三バカと同じかそれ以上の女好き。「いつか女だけの国を作ろうと思っていた」と言い出したり、クーデターを起こして九州を「平等院帝国」という名の国に変えたり、町を丸ごとセレスティアに「引越」したりと大胆でぶっ飛んだ行動を繰り返す。世界中から憎まれる存在となってしまった真弥を匿い、支援することに尽力する中心人物。その行動にはタルタルが絡んでいるようであり、忍者に「お館様」と呼ばれていたりする。

## 用語
セレスティア
地球とは違う、もうひとつの世界。地球よりは小さい。真弥はこの世界の存在を聞かされたとき、「ファンタジー」だと喜んでいたが、現在、崩壊の危機に瀕している。その兆候か、世界中各地に魔物が出現したり、国家間戦争が発生したりと悲惨な状況が長い間続いている。この崩壊は、セレスティアを創造した大天使セラキエルが運命付けたものだと言われており、これを打ち破るには地球出身でこの世界の因果律に囚われない救世主がその「崩壊の因果律」を壊さなくてはならない。
救世主（メシア）
セレスティアを救うために選ばれた地球人。「救世ノススメ」を読むことができ、輝ける四法聖を従える。地球人なのでセレスティアを縛る因果律に従う必要がなく、それによる崩壊を打ち壊すことが可能。因果律を破壊する「アトロポスの剣」を持つ。支配者と対をなし、決着をつけることでその真の力に目覚めるという。救世ノススメを用いて今までに手に入れた13騎士の力を行使することができる。
支配者（エンピール）
救世主と対をなす存在。「支配ノススメ」と万能なる剣を持ち、この世全ての運命を操るといわれる。支配者がその力に目覚めたとき、戦争などの争い事は確かになくなるが、同時にその代償として全ての人々から自由が奪われることになる。救世主の持つ世界を救う力と相反する力を持つため、救世主とは世界をかけて戦う運命にある。
輝ける四法聖、絶対なる四覇聖（エンピール＝フォース）
救世主と支配者にそれぞれ4人ずつ付く守護者たち。救世主、または支配者の「盾」「剣」「翼」「雷」が存在する。中でも四覇聖は、その一人一人が、10万の兵に匹敵する力を持つと恐れられていた。四法聖は全員が判明しているが、四覇聖は「雷」がサリエルであるとしか明言されておらず、上記の登場人物紹介のものは推測でしかない。
救世ノ巫女、支配ノ巫女
救世主と支配者、それぞれに付く巫女で、四法聖、四覇聖における立場は恐らく「盾」。「救世のススメ」と「支配ノススメ」を持ち、時穴の向こうで救世主と支配者を見つける役割を持っている。救世ノ巫女が春儚、支配ノ巫女が璃瑠である。
女王（クイーン）
1000年前、13騎士が封印した全ての魔物の始祖。居るだけで瘴気を放ち、他の意識を保てないもの死にかけている人間や動植物を魔物にしてしまう能力を持つ。あまりに強力な力を持ち、大天使セラキエルの力を受け継ぎ今でもなお強大な力を持つ13騎士が総出でかかっても倒すことができず、その一生を掛けてようやく封印することがやっとだった。氷刃の故郷である死都麗古でも一度復活しており、あっという間に一国を滅ぼした。アギトが完全に封印を解き、聖都に強襲するがアトロポスの剣を携えた真弥に倒される。
元素
セレスティアの空気中に含む要素。この世界の魔法は、これを加速させて具現化する。地球には殆ど存在しないため、地球では魔法は使えない。璃瑠は周囲の元素を絶えず自分の近くへ集める「四黒元素方陣」を、夢衣は逆に周囲の元素を全て奪う発明品の掃除機を所持している。一方13騎士の力やアギトの「狂神」は元素を必要とせず、強大な力を振るうことが可能である。
四黒元素方陣（しこくげんそほうじん）
璃瑠の使う技で、術者に代わり周囲の元素を絶えず集め続ける。これにより強力な魔法を連続して発動することが出来る。
時穴
セレスティアと地球を繋ぐワームホール。これを抜けて真弥や春儚は地球とセレスティアと行き来していた。バウルはこれを無理矢理押し広げ、セレスティア崩壊の因果律を地球に移そうとしていた。後に、この時穴は春儚が自分の命を支払って作られたものであることが判明する。

## 13騎士
かつてセレスティアに魔物があふれ、セレスティアが滅亡の危機に瀕していたころ、預言者バウルを筆頭とする「伝説の13騎士」が現れた。大天使セラキエルの力を受け継ぐ彼らの活躍により魔物たちは封印され（正確には、倒すことができず封印するのがやっとだった）セレスティアに平和が訪れたという。そして今、彼らの力もまた封印されており、その封印を解くことが出来るのは異世界の住人である救世主もしくは支配者である。ただし、異世界の住人であればそのどちらでもなくとも封印を解くことが出来ることもある。救世主と支配者の戦いの鍵を握る存在であり、その力の強大さゆえにより多くの13騎士を手に入れた側が有利に戦いを運ぶことができる。預言者、聖母、死天使以外の10人は、それぞれナンバーが隣にある13騎士と対の関係にあると思われる。
No.I 預言者バウル
セレスティアの人間は絶対に逆らえない「預言者の戒め」を持つ。バウルを目覚めさせるシーンにて救世ノススメの表紙に「I」の紋様が現れることから、No.Iの13騎士であると推測される。救世主に協力していたが、その態度は好意的ではない。一度真弥たちを裏切り、春儚を操って地球を滅ぼそうとした。真弥や四法聖を苦しめるような行動をとるが、少なくとも春儚の病気については気を遣っている模様。真弥に春儚を託したあと、サリエルに滅ぼされる。
No.II 聖母
バウルの神殿に眠る13騎士。その力を求めた璃瑠が手に入れる。支配者としての本性を現したサリエルに一時奪われるが、後に取り返す。自分の命を渡すことですでに死亡した者を蘇生する力を持つ。
No.III 雷帝イシュテルテ
その名の通り、雷を操る力を持つ。No.IV 炎帝と対に当たる。別名「優しき破壊神」。真弥が初めて手に入れる13騎士で、剣聖たちを手に入れるまでの長い期間、真弥の唯一持つ戦闘手段となる。力を解放したとき、衣裳が大剣を持つ騎士のような衣装に変化する。自分が支配者ではなく救世主を選んだことにとても満足しており、ときおり落ち込む真弥を叱咤したりしている。一度だけ、涼平に力を貸したことがある。「クロスクルセイドリバースデリンジャー」という技を持つ。
No.IV 炎帝カーラー
雷帝と並ぶ強力な13騎士。No.III 雷帝と対に当たる。『怒れる炎帝』とも呼ばれ、「支配者」榊原涼平の主な戦闘手段として使用される。真弥の雷帝との技の撃ち合いになることが多い。「クロスクルセイドデリンジャー」という技を持つ。
No.V 風神
祇園寺和臣が手に入れるが、涼平に奪われる。No.VI 水神と対に当たる。
No.VI 水神アスルル
聖都バンダルゲルハイムに眠る13騎士。No.V 風神と対に当たる。エリュアデス王の手によって真弥の手に渡る。
No.VII 剣聖アルデヒャルト
死都麗古の13騎士。No.VIII 槍王と対に当たる。氷刃と因縁がある。真弥の元へ行った雷帝、地鬼、水神の呼びかけで自分も真弥の元へ。最終決戦では支配者の槍王と打ち合うことになる。
No.VIII 槍王イルバーン
名無鉄之助が真弥たちを出し抜いて手に入れた13騎士。No.VII 剣聖の対に当たる。好戦的で、封印されている間も周囲に魔物を呼び寄せていた。のちに涼平に奪われ、最終決戦では救世主の剣聖と打ち合うことになる。
No.IX 地鬼リッティモンド
聖都バンダルゲルハイムに眠る13騎士。No.X 氷鬼と対に当たる。エリュアデス王の手によって真弥の手に渡る。
No.X 氷鬼
短期間のうちに支配者が手に入れた13騎士。No.IX 地鬼と対に当たる。
No.XI 白師
短期間のうちに支配者が手に入れた13騎士。No.XII 黒師と対に当たる。
No.XII 黒師
短期間のうちに支配者が手に入れた13騎士。No.XI 白師と対に当たる。
No.XIII 死天使
本来なら存在しないはずの13人目の騎士。女王(クイーン)を倒すために12騎士達が禁忌の法を用いて12に分かれたセラキエルの力を再び1つにし創り出した神。その力は作り出した12騎士にすら恐れられ、バウルの神殿に封印される。

## 単行本
コミックス（スクウェア・エニックス版）
- 第1巻 - 第6巻は「ガンガンコミックス」として、第7巻 - 第13巻は「Gファンタジーコミックス」としてスクウェア・エニックス（第1巻・第2巻の刊行当初はエニックス）より刊行。全13巻。
- 第7巻からタイトルに「lacrima」がつき、話数も0話から再開。
- 第4巻及び第6巻に同作者の別作品が掲載されている。
- 2009年10月現在、後述する新装版の刊行に伴ってか、多くのネット通販サイトで絶版もしくは重版未定として注文出来ない状態になっている。

1. 第1巻 2002年6月22日発行。ISBN 4-75-750721-6
2. 第2巻 2002年11月22日発行。ISBN 4-75-750827-1
3. 第3巻 2003年3月31日発行。ISBN 4-75-750897-2
4. 第4巻 2003年7月22日発行。ISBN 4-75-750985-5
5. 第5巻 2003年12月22日発行。ISBN 4-75-751102-7
6. 第6巻 2004年9月18日発行。ISBN 4-75-751273-2
7. 第7巻 2005年3月26日発行。ISBN 4-75-751403-4
8. 第8巻 2005年10月27日発行。ISBN 4-75-751565-0
9. 第9巻 2006年3月27日発行。ISBN 4-75-751655-X
10. 第10巻 2006年9月27日発行。ISBN 4-75-751753-X
11. 第11巻 2007年1月27日発行。ISBN 978-4-75-751929-9
12. 第12巻 2007年7月27日発行。ISBN 978-4-75-752035-6
13. 第13巻 2007年11月27日発行。ISBN 978-4-75-752168-1

新装版（角川書店版）
- 角川書店より「角川コミックス・エース」として刊行。全6巻。
- 2巻ずつ同時発行された。
- スクウェア・エニックス版（以下、旧版と呼称）と多少違いがある（詳細は後述）。

1. 第1巻 2009年9月26日発行。ISBN 978-4-04-715314-1
2. 第2巻 2009年9月26日発行。ISBN 978-4-04-715315-8
3. 第3巻 2009年10月26日発行。ISBN 978-4-04-715316-5
4. 第4巻 2009年10月26日発行。ISBN 978-4-04-715317-2
5. 第5巻 2009年11月26日発行。 ISBN 978-4-04-715326-4
6. 第6巻 2009年11月26日発行。ISBN 978-4-04-715327-1

スクウェア・エニックス版からの変更点
- 旧版の新書サイズからB6版にサイズを変更。表紙絵は新たに描き下ろし。
- 後半の作品タイトルから「〜lacrima〜」がカットされ、「私の救世主さま」に統一された。それに伴い、話数も通し話数に変更。
- 旧版のカバー下に掲載された「俺の救世主さま」は巻中に収められ、カバー下には新たに「オヤヤ?救世主さま」（『そらのおとしもの』との合同パロディ漫画）が展開されている。
- 旧版4巻および6巻に収録された、読み切り作品「Night Keeper」と「エクソシスト」は収録されていない。
- 第5巻・第6巻には新たに「今日の飯2009」が描き下ろしで掲載されており、本編での登場人物達の8年後の姿を見ることが出来る。しかし本編の出来事と矛盾する内容の事柄が幾つかあり、正史では無いifである可能性もある。

## 収録話
| 話数             | 収録話                                                            | 旧版   | 新装版 |
| ---------------- | ----------------------------------------------------------------- | ------ | ------ |
| カバー下         | 「俺の救世主さま」 〜誰よりも愛深き故に〜                         | 第1巻  | 第1巻  |
| 第1話            | 最低な僕                                                          | 第1巻  | 第1巻  |
| 第2話            | 私、知ってます                                                    | 第1巻  | 第1巻  |
| 第3話            | 変わりゆく日常                                                    | 第1巻  | 第1巻  |
| 第4話            | 現実                                                              | 第1巻  | 第1巻  |
| 第5話            | 僕は救世主〈メシア〉じゃない（前編）                              | 第1巻  | 第1巻  |
| カバー下         | 「俺の救世主さま」 〜やるじゃない〜                               | 第2巻  | 第1巻  |
| 第6話            | 僕は救世主〈メシア〉じゃない（後編）                              | 第2巻  | 第1巻  |
| 第7話            | ただ触れられること                                                | 第2巻  | 第1巻  |
| 第8話            | 春儚(1)                                                           | 第2巻  | 第1巻  |
| 第9話            | はじまり                                                          | 第2巻  | 第1巻  |
| 番外編           | はるちゃん                                                        | 第2巻  | 第2巻  |
| カバー下         | 「俺の救世主さま」 〜強敵〈とも〉よ〜                             | 第3巻  | 第2巻  |
| 第10話           | 璃瑠(1)                                                           | 第3巻  | 第1巻  |
| 第11話           | 運命                                                              | 第3巻  | 第2巻  |
| 第12話           | 糸・繰るもの（前編）                                              | 第3巻  | 第2巻  |
| 第13話           | 糸・繰るもの（後編）                                              | 第3巻  | 第2巻  |
| カバー下         | 「俺の救世主さま」 〜世紀末救世ノ巫女伝説〜                       | 第4巻  | 第2巻  |
| 第14話           | しあわせ                                                          | 第4巻  | 第2巻  |
| 第15話           | 因果律                                                            | 第4巻  | 第2巻  |
| 第16話           | 絶対なる四覇聖〈エンピール・フォース〉                            | 第4巻  | 第2巻  |
| 第17話           | 春儚と璃瑠(1)                                                     | 第4巻  | 第2巻  |
| 第18話           | 始めましょう、殺し合いを                                          | 第4巻  | 第2巻  |
| デビュー作       | Night Keeper                                                      | 第4巻  |        |
| カバー下         | 「俺の救世主さま」 〜私の名を言うて見ろ〜                         | 第5巻  | 第3巻  |
| 第19話           | 支配〈こっち〉に来なさいよ                                        | 第5巻  | 第3巻  |
| 第20話           | 殺しなさいよ                                                      | 第5巻  | 第3巻  |
| 第21話           | 一人にしないで                                                    | 第5巻  | 第3巻  |
| 第22話           | ひとり                                                            | 第5巻  | 第3巻  |
| 第23話           | 璃瑠(2)                                                           | 第5巻  | 第3巻  |
| 番外編           | 切ないハートにウェッティ!!第一回美少女だらけの好きな人告白大会    | 第5巻  | 第3巻  |
| カバー下         | 「俺の救世主さま」 〜うぬの名は〜                                 | 第6巻  | 第3巻  |
| 第24話           | 創生の唄                                                          | 第6巻  | 第3巻  |
| 第25話           | 贖罪                                                              | 第6巻  | 第3巻  |
| 第26話           | 想い                                                              | 第6巻  | 第3巻  |
| 特別読み切り     | エクソシスト                                                      | 第6巻  |        |
| カバー下         | 「俺の救世主さま」 〜ドリーム・カム・トゥルー〜                   | 第7巻  | 第4巻  |
| 第0話（第27話）  | 序章                                                              | 第7巻  | 第4巻  |
| 第1話（第28話）  | 願い                                                              | 第7巻  | 第4巻  |
| 第2話（第29話）  | 時はあまりに残酷で                                                | 第7巻  | 第4巻  |
| 第3話（第30話）  | 狂い始めた世界                                                    | 第7巻  | 第4巻  |
| 第4話（第31話）  | 裏切り                                                            | 第7巻  | 第4巻  |
| カバー下         | 「俺の救世主さま」 〜春儚、アンタの力はそんなものじゃないでしょ〜 | 第8巻  | 第4巻  |
| 第5話（第32話）  | 泣かないで                                                        | 第8巻  | 第4巻  |
| 第6話（第33話）  | 味方、そして影                                                    | 第8巻  | 第4巻  |
| 第7話（第34話）  | 逄儚(1)                                                           | 第8巻  | 第4巻  |
| 第8話（第35話）  | 脈動                                                              | 第8巻  | 第4巻  |
| 第9話（第36話）  | 寿命                                                              | 第8巻  | 第4巻  |
| カバー下         | 「俺の救世主さま」 〜愛の車窓から〜                               | 第9巻  | 第5巻  |
| 第10話（第37話） | 分かたれた世界(1)                                                 | 第9巻  | 第4巻  |
| 第11話（第38話） | 分かたれた世界(2)                                                 | 第9巻  | 第4巻  |
| 第12話（第39話） | 分かたれた世界(3)                                                 | 第9巻  | 第5巻  |
| 第13話（第40話） | そして世界は分かたれた                                            | 第9巻  | 第5巻  |
| 第14話（第41話） | 前へ、先へ                                                        | 第9巻  | 第5巻  |
| カバー下         | 「俺の救世主さま」 〜アウトブレイク〜                             | 第10巻 | 第5巻  |
| 第15話（第話）   | 逄儚の正体                                                        | 第10巻 | 第5巻  |
| 第16話（第38話） | 槍王の守人                                                        | 第10巻 | 第5巻  |
| 第17話（第39話） | モテない救世主〈メシア〉さま                                      | 第10巻 | 第5巻  |
| 第18話（第40話） | 作戦!!                                                            | 第10巻 | 第5巻  |
| 第19話（第41話） | 10歩                                                              | 第10巻 | 第5巻  |
| カバー下         | 「俺の救世主さま」 〜剣となり盾となり翼となり雷となり〜           | 第11巻 | 第6巻  |
| 第20話（第47話） | 逄儚〜lacrima〜                                                   | 第11巻 | 第5巻  |
| 第21話（第48話） | 轟く その名                                                       | 第11巻 | 第5巻  |
| 第22話（第49話） | 初恋                                                              | 第11巻 | 第5巻  |
| 第23話（第50話） | 氷刃                                                              | 第11巻 | 第6巻  |
| 第24話（第51話） | 四面楚歌                                                          | 第11巻 | 第6巻  |
| カバー下         | 「俺の救世主さま」 〜ああ、逄儚さんもこんなこと考えたのかしら〜   | 第12巻 | 第6巻  |
| 第25話（第52話） | 剣の極意                                                          | 第12巻 | 第6巻  |
| 第26話（第53話） | 救世主〈メシア〉                                                  | 第12巻 | 第6巻  |
| 第27話（第54話） | 二人の巫女                                                        | 第12巻 | 第6巻  |
| 第28話（第55話） | 友達                                                              | 第12巻 | 第6巻  |
| 第29話（第56話） | いらない                                                          | 第12巻 | 第6巻  |
| カバー下         | 「俺の救世主さま」 〜さらばナイスガイ〜                           | 第13巻 | 第6巻  |
| 第30話（第57話） | 支配者〈エンピール〉                                              | 第13巻 | 第6巻  |
| 第31話（第58話） | 死天使                                                            | 第13巻 | 第6巻  |
| 第32話（第59話） | Lacrima〈涙〉                                                     | 第13巻 | 第6巻  |
| 第33話（第60話） | 璃瑠〜Lacrima〜                                                   | 第13巻 | 第6巻  |
| 最終話           | 私の救世主〈メシア〉さま                                          | 第13巻 | 第6巻  |